# Esoteric
Esoteric ist eine Funeral-Doom-Band, die im Juli 1992 in Birmingham gegründet wurde. Die Musik der Band vereint Einflüsse aus Death Metal, Death Doom, Psychedelic Rock und Post-Industrial. Als charakteristisch gelten eine apokalyptische Atmosphäre, vielschichtige Kompositionen, lange, hypnotische Songaufbauten und Einschübe aus Noise und Death Metal. Frühe Veröffentlichungen nutzten die Atmosphäre unterstützende Samples.
Mit ihrer Stilmischung wird die Band neben Skepticism und Thergothon zu den einflussreichen frühen Vertretern des Funeral Doom gerechnet. Zugleich gilt die Band seit ihren Anfängen neben international populäreren Interpreten wie Ahab, Bell Witch oder Evoken als bedeutsame Größe des Funeral Doom. Trotz dieser Popularität bei Musikern und Kritikern, dem ihr zugeschriebenen Einfluss auf weitere Musikgruppen und das Musikgenre selbst sowie einem hohen Ansehen in der Metal-Szene blieb der kommerzielle Erfolg der Band gering.
Der Sänger und Gitarrist Greg Chandler ist das einzige ständige Mitglied der Band und gilt als Sprachrohr und Gesicht der Gruppe. Dennoch tritt er nicht als alleiniger Songwriter oder bestimmender Bandleader in Erscheinung. Veröffentlichungen von Esoteric entstanden durch die kooperative und dialogische Arbeit der beteiligten Musiker.

## Geschichte
Die Historie der Gruppe ist geprägt von der sozialen Vernetzung Chandlers und den freundschaftlichen Verhältnissen der Musiker untereinander sowie zu Kooperationspartnern. Trotz häufiger personeller Wechsel um den Sänger sind persönliche Differenzen zwischen den aktiven und ehemaligen Mitgliedern der Gruppe nicht publik. Die Beziehung zu Kooperationspartnern wie Tontechnikern und Labelbetreibern ist vertrauensvoll und konstruktiv. Einige Wegbegleiter der Band brachten sich in unterschiedlichen Funktionen, beispielsweise als Tontechniker und Gastsänger oder als Labelbetreiber und Grafiker, ein.

### Bandgeschichte
Esoteric wurde im Juli 1992 in Birmingham gegründet. Inspiriert von „langsamen, schweren und dunklen Passagen einiger der frühen Death- und Doom-Death-Metal-Bands wie Autopsy, Morbid Angel, My Dying Bride“ gründeten Greg Chandler, Bryan Beck, Darren Earl, Gordon Bicknell, Simon Phillips und Stuart Blenkinsopp die Band. Aus unterschiedlichen Einflüssen, dem Willen mit der Musik zu experimentieren und dennoch solche zu schreiben die aus persönlichen „Erfahrung und Gedanken“ als Ausdruck von „Schmerz, Angst und Hass“ fungieren sollte.
In den Jahren ihrer Aktivität blieb Chandler als durchgehendes Mitglied in der öffentlichen Wahrnehmung der Kopf der Gruppe. Die weiteren Musiker wechselten über die Jahre mehrmals. Ein weiteres über lange Jahre konstantes Mitglied war Bicknell, der jedoch zwischenzeitlich die Gruppe verließ. Aus ihren Einflüssen und Grundideen heraus bestrebt, „etwas Extremes, Langsames und Psychedelisches“ zu kreieren, das die Musiker von anderen Bands nicht kannten, versuchten sich die Musiker mit Esoteric daran, eine Musik als Reflexion der eigenen Psyche und Emotion zu schaffen.

#### Unbeständige frühe Jahre (1993 bis 2003)

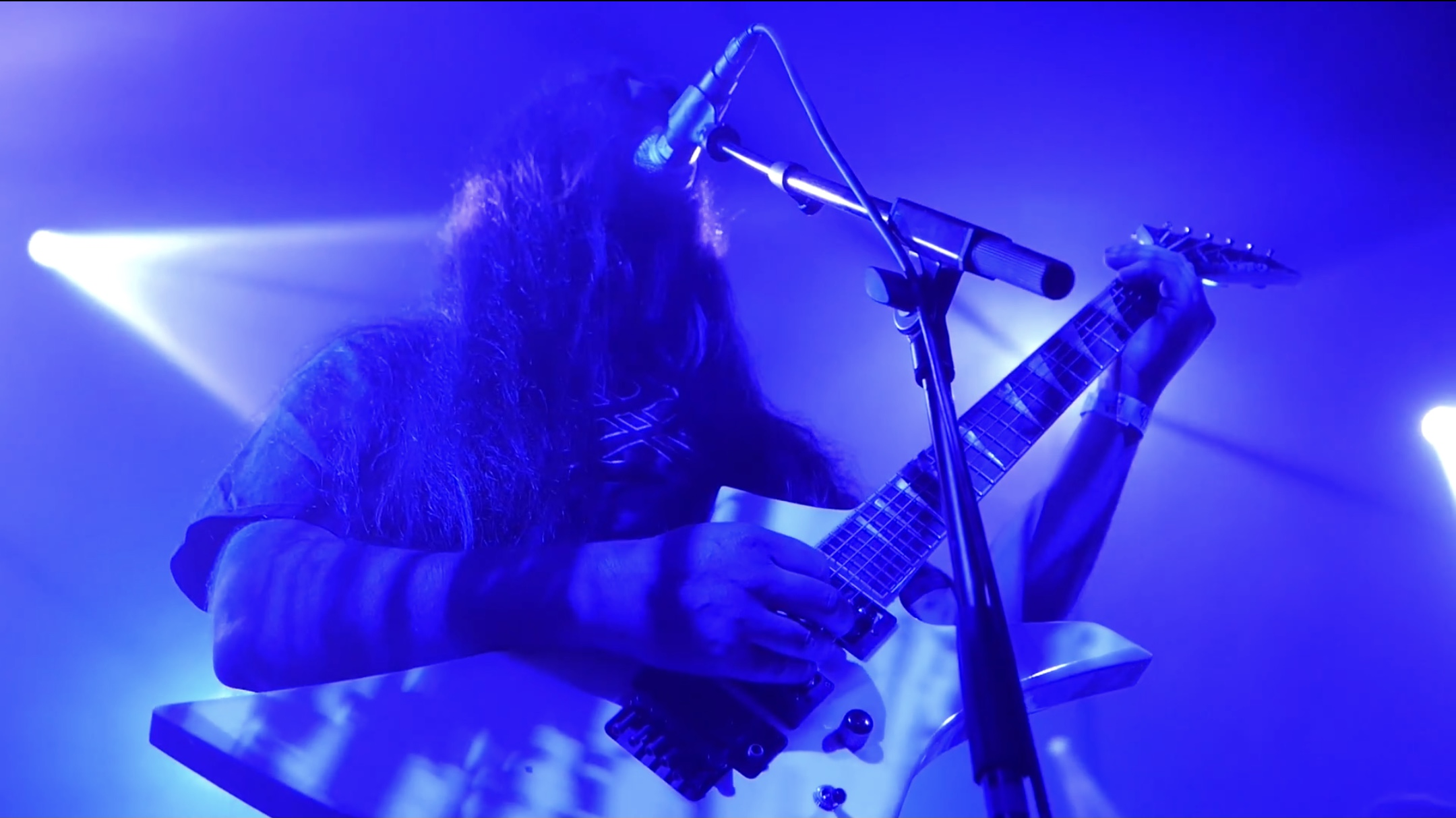
Mit der Band Mournful Congregation, hier beim Netherlands Deathfest III, baute Esoteric früh Kontakt auf.

Die Band spielte, nach etwa einem Jahr ihres Bestehens, 1993 die 77:43 Minuten lange Demo-Kassette Esoteric Emotions – The Death of Ignorance ein. Die Aufnahme fand in den Rich Bitch Studios in Birmingham vom 26. bis zum 30. Juli statt. Als Tontechniker brachte sich der Pop- und Techno-Produzent Alex Tepper ein. Techniker und Produzenten, die mit Extreme Metal vertraut waren, standen der Gruppe zu diesem Zeitpunkt nicht zur Verfügung. Entsprechend beklagte Chandler Jahre später, dass die Aufnahme gegenüber dem angestrebten und gespielten Klang „viel weniger heavy“ wirkte. Aufgrund der Kosten behielt die Gruppe nicht das Masterband, sondern versandte und vertrieb lediglich die als Musikkassetten produzierten Kopien des Demos. Die Gestaltung des Beihefts der Musikkassette übernahm der Gitarrist Simon Phillips, der auch das erste Bandlogo entwarf. Das Demo wurde in den folgenden Jahren zu einem begehrten Sammlerobjekt. Zu der Zeit vertrieben die Musiker die Kassette selbst und sandten ihre Musik an Fanzines, über die insbesondere Chandler und Bicknell von ähnlichen Musikgruppen erfuhren. Aus den so entstandenen Kontakten kam es zum Tape-Trading-Austausch von Musik mit weiteren, später populären Genrevertretern wie Mournful Congregation und Evoken.
Nachdem Stuart Gregg während eines My-Dying-Bride-Konzertes in Birmingham Handzettel als Werbung für seinen damaligen Musikvertrieb Aesthetic Death Records verteilt hatte, schrieb Chandler Gregg an und fügte ein Exemplar des Demobands bei. Gregg zeigte sich begeistert von der Musik und der Gestaltung des Demos und rief den Gitarristen an. Im Gespräch äußerte Gregg den Wunsch, Aesthetic Death Records zu einem Musiklabel auszubauen und Esoteric als erste Gruppe unter Vertrag zu nehmen. Chandler und Gregg trafen sich in den folgenden Wochen, schlossen einen Vertrag über die Debütveröffentlichung und diskutierten die Existenz von Musik, die den Ideen von Esoteric nahekam. Gregg stellte Chandler daraufhin die Musik von Disembowelment und Thergothon vor. Auf die Reihenfolge verweisend führte Chandler aus, dass die Musik von Esoteric keinem direkten Vorbild folgte und nicht als Teil einer aufkeimenden Strömung gedacht war, sondern als Wunsch etwas Individuelles zu schaffen und als Ausdruck und Erforschung der eigenen Psyche begann. Im Folgejahr erschien das im Juni 1994 ebenfalls in den Rich Bitch Studios aufgenommene Album Epistemological Despondency. Unmittelbar nach den Aufnahmen zum Album verließ der ursprüngliche Schlagzeuger Earl die Band. Esoteric arbeitete mit dem späteren Film-Musik-Komponisten und Studiobetreiber Steve Wilson, der als Tontechniker wie Tepper beim vorherigen Album über keine Erfahrung mit Musikgruppen des Extreme Metal verfügte. Esoterics Doppel-CD-Debüt erschien am 23. Juli 1994 als erste Veröffentlichung von Aesthetic Death Records. Die Musik von Epistemological Despondency stand in der hybriden Rolle zwischen dem fließenden und verzerrten Gitarrenspiel von Gruppen wie Thergothon und Disembowelment einerseits und dem Einsatz von Sampling, Keyboard-Klängen, die dem Dark Ambient ähnelten, andererseits – bis hin zu Anleihen an Hard- und Stoner-Rock in wenigen Gitarrensoli, ein Stil, der die frühen Jahre von Esoteric prägte und als ein wichtiger Impuls in der Entwicklung und Ausgestaltung des Funeral Doom gilt.
Ohne Schlagzeuger und unter Zuhilfenahme eines Drumcomputers sowie des ergänzend eigens für die Aufnahmen engagierten Gastschlagzeugers Anthony Brewer nahm die Gruppe vom 9. bis zum 26. Juli 1996 das zweite Studioalbum The Pernicious Enigma, erneut in den Rich Bitch Studios in Birmingham, auf. Während Brewer das Schlagzeug für die Stücke Creation (Through Destruction), Dominion of Slaves, Allegiance, A Worthless Dream und Stygian Narcosis einspielte, wurden die verbleibenden Teile über den Drumcomputer generiert. Das Stück NOΞBC9701040 wurde am 21. Juli 1996 im Studio improvisiert. Erstmals beteiligten sich die Musiker am technischen Procedere der Aufnahme und eigneten sich damit grundlegendes Wissen zur Studiotechnik in der Kooperation mit dem erneut beteiligten Tontechniker Steve Wilson an. Nach der Abmischung, die ebenfalls durch die Band erfolgte, wurde im Oktober des Jahres die Aufnahme von Tom Kvålsvoll von der norwegischen Band Paradigma in den Strype Audio Studios in Oslo gemastert und im April 1997 über Aesthetic Death Records veröffentlicht. Noch in der Vorbereitung auf eine Tournee verließ der Gitarrist Simon Phillips die Gruppe. Greg Chandler, der ebenso wie die weiteren Bandmitglieder eine Besetzung mit drei Gitarristen wünschte, übernahm das Instrument zusätzlich zum Gesang und behielt die Doppelrolle seither bei.
Der für The Pernicious Enigma im Mastering engagierte Kvålsvoll sang auf der 1999 über Eibon Records erschienenen EP Metamorphogenesis als Gast und unterstützte die Band erneut beim Mastering. Metamorphogenesis wurde als die bis dahin technisch beste Produktion der Gruppe wahrgenommen. Zu Metamorphogenesis verzichtete Esoteric zugleich auf den Einsatz von Samples und Keyboard. Entsprechend solchen Veränderungen gegenüber vorherigen Alben gilt Metamorphogenesis als ein erster Wendepunkt der musikalischen und konzeptionellen Ausrichtung der Gruppe. Nachdem die Band zu diesem Zeitpunkt bereits mehrfach von Fans um ein Exemplar des Demos Esoteric Emotions – The Death of Ignorance gebeten worden war, ließ die die Gruppe es im Jahr 2000 von Kvålsvoll für eine kleine inoffizielle Neuauflage remastern und vertrieb das Demo als CD-R ohne Werbung auf Anfrage. Im Anschluss an die Veröffentlichung von Metamorphogenesis verstärkten sich die Besetzungsprobleme der Gruppe. Auch Bryan Beck verließ Esoteric, wodurch die Band fortan als Trio weiterbestand. Ohne Schlagzeuger und Bassisten blieben Auftritte vorerst aus. Peters, Bickell und Chandler führten die Gruppe vorübergehend als Trio fort.

#### Festigung der Rahmenbedingungen (2004 bis 2011)
Greg Chandler hatte bereits 1997 damit begonnen, als Tontechniker zu arbeiten, und sich seither zunehmend durch das Mastering bekannter Bands einen guten Ruf erarbeitet. Das 2004 veröffentlichte Album Subconscious Dissolution into the Continuum spielte die Band in den Priory Recording Studios ein, für die Chandler zu diesem Zeitpunkt arbeitete und deren Inhaber er im Jahr 2006 wurde. Als die Band zunehmend bekannt wurde und sich um das Genre eine europäische Szene entwickelte, wurde das Album über das international agierende Label Season of Mist veröffentlicht, mit dem Esoteric nachkommend über Jahre kooperierte. Die Band trat daraufhin erstmals seit 1997 live in Erscheinung. Mit Subconscious Dissolution into the Continuum stieg so auch die internationale Resonanz an. Webzines wie Doom-Metal.com und AllMusic befassten sich ebenso mit der Veröffentlichung wie das Magazin Rock Hard – ein Erfolg, der durch das im Jahr 2008 nachkommende The Maniacal Vale noch weiter ausgebaut wurde.
Aus der Urbesetzung von Esoteric blieben zu den Aufnahmen und zum Schreibprozess von The Maniacal Vale die beiden Gitarristen Greg Chandler und Gordon Bicknell erhalten. Chandler und Bicknell schrieben dabei den überwiegenden Teil des Albums. Je eines der Stücke geht auf die neu hinzugestoßenen Musiker, den Bassisten Mark Bodossian und den Keyboarder Olivier Goyet, zurück. Dem Schlagzeuger Joe Fletcher wurde kein eigenes Songwriting zugeordnet. Bicknell und Chandler schrieben auch große Teile der Keyboard-Passagen, die von Goyet für sein Instrument überarbeitet wurden. Da Season of Mist der Band eine Frist gesetzt hatte und da die Musiker eine Europatournee geplant hatten, entstand das Album unter Zeitdruck. Chandler arbeitete 30 Stunden am Stück, um das Mastering rechtzeitig abzuschließen. The Maniacal Vale wird als das „ambitionierteste und erfolgreichste Album“ ihrer Karriere beurteilt. Zugleich gilt es durch seine musikalische Ausrichtung als zweiter Wendepunkt der Band und eines der relevantesten Alben des Genres insgesamt.
Bicknell wandt sich von Juni 2010 bis November 2011 privaten Verpflichtungen zu und brachte sich nur geringfügig in der Produktion des Albums Paragon of Dissonance ein. Zur Veröffentlichung wurde er als Gastmusiker geführt. Bicknell wurde nach der Veröffentlichung wieder aktiver im Geschehen der Gruppe. Andererseits nahm die Aktivität der Band insgesamt ab. Im Jahr 2017 erschien das Demo Esoteric Emotions – The Death of Ignorance in einer erneut remasterten Variante als reguläre CD-Veröffentlichung über Aesthetic Death Records, nachdem sich Online-Händler an dem Demo bereichert hatten. Aufbauend auf der Gestaltung des originalen Begleitmaterials entwarf Meriel Longmore eine weitere Gestaltung. Das Layout übernahm Stijn van Cauter.

#### Unter veränderten Lebensumständen (2011 und danach)
Von der Veröffentlichung des Albums Paragon of Dissonance im November 2011 ausgehend, vergingen acht Jahre bis zu dem Erscheinen eines weiteren neuen Studioalbums. A Pyrrhic Existence wurde von April bis Juni 2019 aufgenommen und im November des gleichen Jahres veröffentlicht. Den langen Abstand zwischen den Veröffentlichungen erklärte Chandler mit den sich verändernden Lebensumständen der Musiker und daran gebundenen Prioritäten im Leben. So verwies er auf Partnerschaften, Familien und berufliche Verpflichtungen. Dabei bestand die Band in der Konstellation des letzten Albums fort und behielt das dialogische und gemeinsame Schreiben, Arbeiten, Proben und Experimentieren bei. Nach der Veröffentlichung des Albums verließen das Gründungsmitglied Bicknell und der Gitarrist Nolan Esoteric. Von April bis Juni 2021 remasterte Chandler das Album Paragon of Dissonance, das im Oktober des gleichen Jahres zum zehnjährigen Jubiläum des Albums in seiner überarbeiteten Version erschien. Im Juni 2022 beging die Band ihr 30-jähriges Bandbestehen mit einem Konzert in London mit einer entsprechend retrospektiven Auswahl der gespielten Stücke und einem Auftritt von Gordon Bicknells Projekt Lysergene im Vorprogramm. Weitere internationale Auftritte folgten.

### Besetzungsübersicht
Die Geschichte der Band ist von stetigen Neu- und Umbesetzungen geprägt. Dabei fiel der Gruppe lange Jahre die Suche nach adäquaten Musikern schwer. Insbesondere die Position des Schlagzeugers blieb über Jahre hinweg vakant. Nachdem der ursprüngliche Schlagzeuger Darren Earl Esoteric 1994 verlassen hatte, arbeitete die Band mit Live- und Studio-Musikern, die nicht als Teil der Band betrachtet wurden, bis Andy Semmens von 2003 bis 2005 hinzukam. Nach dessen Ausscheiden blieb die Position erneut länger vakant. Erst in Joe Fletcher fand die Gruppe 2007 einen Schlagzeuger, der ihr über lange Jahre erhalten blieb. Die Funktion des Bassisten blieb, nachdem das Ur-Mitglied Bryan Beck die Band 2002 verlassen hatte, bis zum Jahr 2005 ebenfalls unbesetzt. Mit Mark Bodossian fand Esoteric allerdings ein seither beständiges Mitglied. In den Jahren dazwischen brachte sich der 1994 als Ersatz für das Gründungsmitglied Stuart Blenkinsop hinzugestoßene Gitarrist Steve Peters vorübergehend neben seiner Tätigkeit als Gitarrist als Bassist ein – eine Konstellation, die jedoch dem Anspruch mit drei Gitarristen zu agieren widersprach und neben dem vakanten Schlagzeuger Auftritte erschwerte. Peters verließ Esoteric 2007 und wurde durch Live- und Sessionmusiker ersetzt, bis 2009 Jim Nolan als dritter Gitarrist neben Bicknell und Chandler hinzukam. Chandler hatte, nachdem der Gitarrist Simon Phillips, ein weiteres Gründungsmitglied, Esoteric 1997 verlassen hatte, zusätzlich zum Gesang das Gitarrenspiel übernommen. Im Jahr 2019 trat Kris Clayton der Band als Gitarrist bei und ein Jahr später ersetzte Simon Walcroft Gordon Bicknell als Gitarrist. Neben den stetigen Wechseln der Musiker agierten Bicknell seit 1993 und Chandler seit 1997 als Keyboarder der Band. Mit Olivier Goyet brachte sich von 2003 bis 2009 ein fester Keyboarder in das Gefüge der Gruppe ein. Später verteilte sich das Keyboardspiel erneut auf die weiteren Musiker. Im Oktober 2024 suchte die Band neue Gitarristen, nachdem Simon Walcroft und Kris Clayton nacheinander die Band verlassen hatten. Simon Mark Roberts und Mathew Barnes wurden kurz danach als neue Musiker vorgestellt.
en nachdem
Obwohl Greg Chandler das einzig konstant verbleibende Mitglied der Ur-Besetzung von Esoteric ist und meist als Sprecher der Band auftritt, gab er an, nicht der final entscheidende Kopf der Band zu sein. Die Gruppe agiere stattdessen organischer und im stetigen dialogischen Austausch miteinander.

„People seem to assume that I control everything as I am the only ‘public face’ of the band, the one organizing gigs, doing interviews, and so on, but musically speaking it is not the case and never has been.“

„Die Leute scheinen davon auszugehen, dass ich alles unter Kontrolle habe, da ich das einzige ‚öffentliche Gesicht‘ der Band bin, das Gigs organisiert, Interviews gibt und so weiter, aber musikalisch gesehen ist das nicht der Fall und war es nie.“

### Nebenprojekte und weitere Beteiligungen

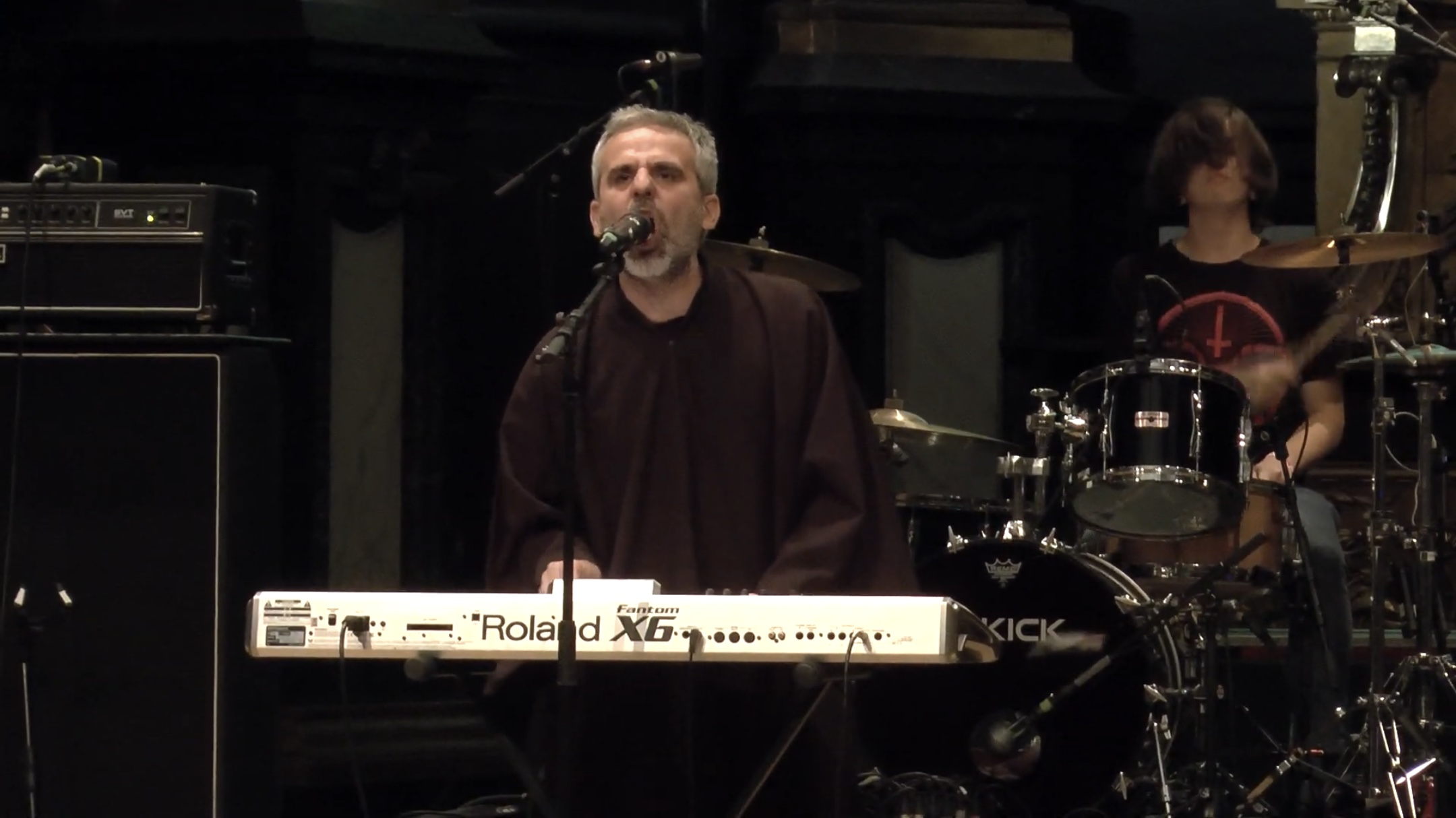
Esoteric und Pantheist, hier Bandbegründer Kostas Panagiotou in Antwerpen, hatten über ihre Karriere hinweg mehrere personelle Überschneidungen.

Mehrere Musiker Esoterics zeichneten sich durch weitere Band- und Projektbeteiligungen in der Post-Industrial- und Metal-Szene aus. Greg Chandler gründete mit weiteren Musikern die Gruppen Lychgate und Self Hypnosis. Self Hypnosis wurde von Chandler gemeinsam mit Kris Clayton, der seit 2019 Mitglied von Esoteric ist, initiiert. Clayton spielt und spielte zudem in den Gruppen Camel of Doom, Iota Draconis, Invisible Skies, Imindain und Nightshadows Lament. Zeitweilig war Chandler als Live-Musiker für Pantheist aktiv, eine Gruppe, an der Mark Bodossian über mehrere Jahre beteiligt war. Bodossian war Teil der Bands Mournful Congregation und Chalice. Auch der Schlagzeuger Andy Semmens spielte für Pantheist sowie für Moss und Helgrind. Simon Walcroft, der seit 2020 als Gitarrist Teil von Esoteric ist, spielt als „Vertiis“ mit Misanthropic Existence. Der Gitarrist Gordon Bicknell unterhielt mit Lysergene ein Solo-Projekt, ebenso der Keyboarder Olivier Goyet mit Dead Beat Project.

### Auftrittshistorie
Ursprünglich spielte Esoteric nur sehr selten live. Chandler erläuterte, dass die Bandkonstellation einer Ballung von Auftritten anfänglich entgegenstand. Später relativierte sich das Verhältnis zu Auftritten und Esoteric bestritt größere Tourneen und internationale Auftritte.
Einen ersten Auftritt absolvierte Esoteric im Winter des Jahres 1993 im Jug of Ale in Birmingham gemeinsam mit der Industrial-Metal-Band Cain nach der Aufnahme des Demos. Bis 1994 nach der Veröffentlichung des Debüts blieben weitere Auftritte rar. Zur Promotion des Debüts spielte Esoteric in London mit Bands wie Hecate Enthroned, Cradle of Filth und Dearly Beheaded und konnte über Mike Liassides, der später in der Redaktion von Doom-Metal.com agierte und damals die Party- und Konzertreihe Devils’ Church im Londoner Club Dublin Castle organisierte, Auftritte als Vorgruppe wahrnehmen. Die ersten Auftritte außerhalb Großbritanniens nahm die Band 1995 in Deutschland wahr. Diese Tournee musste Esoteric allerdings beenden, nachdem der Gitarrist Steve Peters in einen Schacht eines besetzten Hauses in Jena gefallen war, das der Band als Auftrittsort dienen sollte.

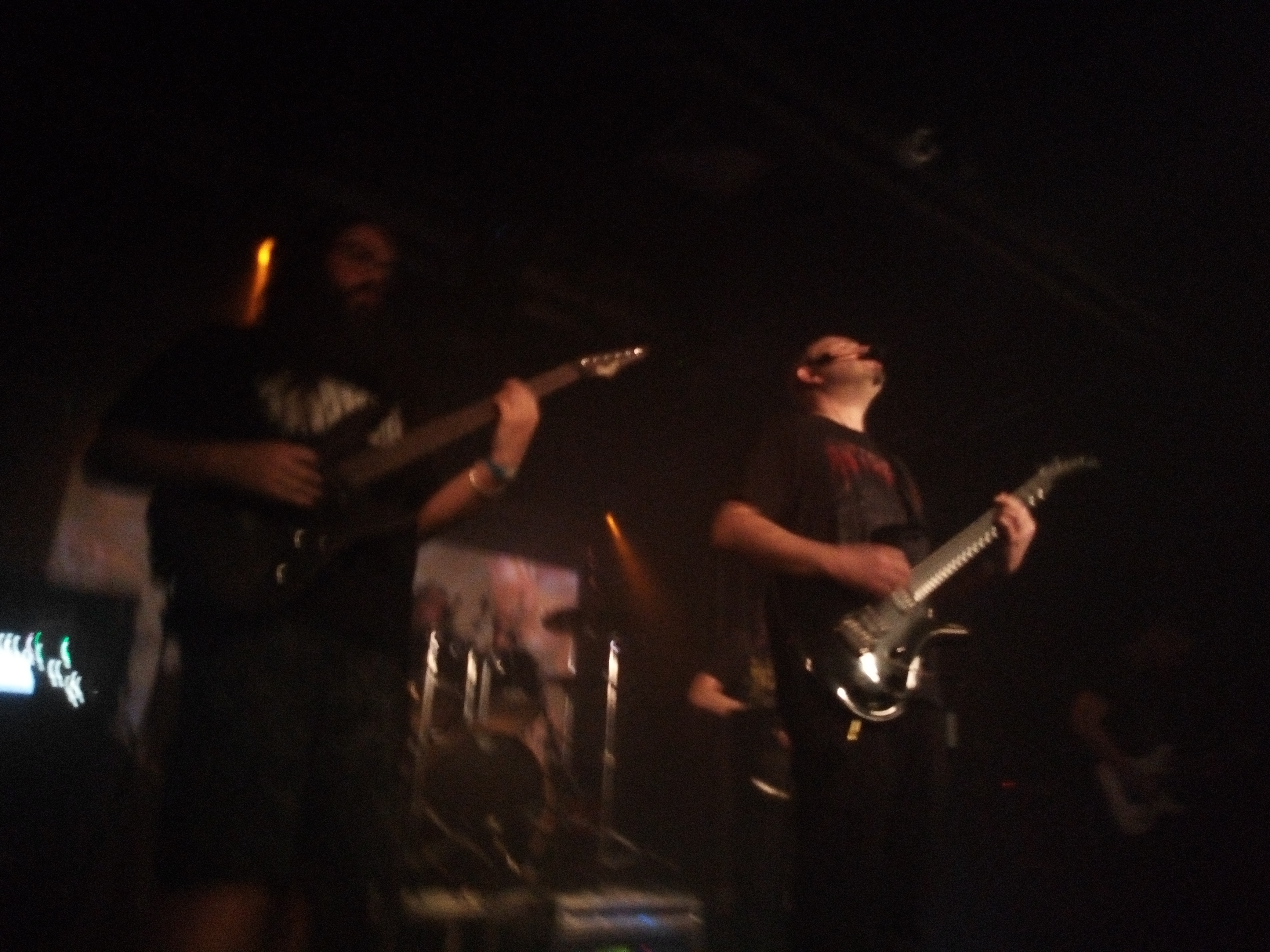
Esoteric während der Dutch Doom Days XX 2022 in Rotterdam.

Durch einen Brand des Tour-Vans, der sich im Verlauf einer Großbritannien-Tournee 1995 während einer Fahrt von Berwick nach London entzündete, wurde ein Großteil des Equipments zerstört. Da zu diesem Zeitpunkt nur die Hälfte der Band versichert war und daher das Equipment der Mitglieder nicht vollständig ersetzt werden konnte, wurde die Aktivität der Band insgesamt zurückgeworfen. Auch fehlte es Esoteric an einem Schlagzeuger. Da für die Tournee ein Session-Schlagzeuger eingesetzt wurde und ein Ersatz ausblieb, konzentrierte sich Esoteric auf die Albumproduktion. Abgesehen von einer kurzen Auftrittsreihe 1997 in Deutschland mit Sleeping Gods blieben Liveaktivitäten bis zum Jahr 2003 aus. Erst im Vorlauf der Veröffentlichung des vierten Albums nahm Esoteric wieder Tourneen auf. Im Jahr 2004 trat Esoteric in Prag beim No Mercy Festival, in Gent bei der Belgian Doom Night II sowie in Finnland, Norwegen, Ungarn und den Niederlanden auf. Durch den Schlagzeuger Joe Fletcher, der Esoteric 2007 beitrat, wurde es der Band zunehmend möglich, ausgiebigere Auftritte und Tourneen zu planen. Seither folgten jährlich mehrere Auftritte innerhalb Europas ausgenommen eine durch die COVID-19-Pandemie bedingte Unterbrechung sowie eine US-Tournee im Jahr 2013.

## Werk
Esoterics erstes Studioalbum erschien 1995 über Aesthetic Death Records, eine Kooperation, die sich über das 1997 veröffentlichte Album The Pernicious Enigma und diverse Wiederveröffentlichungen der gesamten Diskografie erstreckte. Seit der Veröffentlichung des Albums Subconscious Dissolution into the Continuum im Jahr 2004 erschienen neue Studioalben über das französische Label Season of Mist. Das Album war das erste, das die Band in den Priory Recording Studios aufnahm, die Chandler im April 2006 übernahm. Das professionelle Tonstudio, das Chandler als langjähriger Studiomanager und Toningenieur übernommen hatte, nutzte die Gruppe nachkommend häufiger zum Proben und beständig zum Aufnehmen aller weiterer Veröffentlichungen. Als markant in der Diskografie gilt die Fülle an Doppel-CD-Alben. Als einfaches Album erschien das 50:50 Minuten umfassende Subconscious Dissolution into the Continuum 2004. Als Veröffentlichung, mit 44:15 Minuten, von annähernd ähnlicher Spieldauer wurde 1999 Metamorphogenesis als EP über Eibon Records veröffentlicht. Später wurde die Veröffentlichung als weiteres Studioalbum gewertet.

### Songwriting
Obwohl Chandler das einzig konstante Mitglied von Esoteric ist, nimmt er für sich nicht in Anspruch als alleiniger Songwriter oder bestimmender Bandleader zu agieren. Alle Alben entstanden durch die kooperative und dialogische Arbeit der unterschiedlichen beteiligten Musiker. Alben, und auch einzelne Stücke, wurden oft von bis zu vier verschiedenen Autoren geschrieben. Die erst von einzelnen Musikern geschriebene Musik wird als Idee in die Proben der Band getragen, wo die Gruppe die Stücke über Monate, gelegentlich Jahre hinweg experimentierend und erweiternd probt, bevor ein Stück aufgenommen wird. Entscheidungen für oder gegen Ideen werden dabei kollektiv getroffen. Chandler beschreibt das Vorgehen als weitestgehend demokratisch und organisch. Als besonders bedeutsam für das Songwriting behält die Band ein Vorgehen des stetigen Arbeitens und Experimentierens bei. So sei es für die Musik von Esoteric wichtig, immer gemeinsam an Songs zu arbeiten, mit der Musik zu experimentieren und diese zu entwickeln, sowohl als einzelne Person als auch gemeinsam während des Probens. Zu jeder Veröffentlichung gab es mindestens zwei Haupt-Songwriter. Hierüber gelänge es der Band, sich zu entwickeln und das Ergebnis stets zu variieren. Dynamik und Arrangements der Stücke werden im Schreibprozess festgelegt. Der Prozess richtet sich von Beginn an auf die Aufnahme. Aufgrund der Studio-, Technik- und Produktionserfahrung der Musiker betrachtet die Band externe Hilfe als obsolet. Die Stücke werden mit allen Experimenten im Schreib- und Probeprozesse für die Aufnahme.

### Aufnahmeverfahren
Die ersten drei Veröffentlichungen wurden mit der jeweiligen Band gleichzeitig eingespielt. Lediglich einige Soli, Gitarreneffekte und der Gesang sowie Keyboardspuren wurden nachträglich aufgenommen. Spätere Veröffentlichungen entstanden, indem alle Musiker separat aufnahmen. Chandler sah Vorzüge in beiden Methoden. Zusammen aufzunehmen könne die angestrebte Emotionalität und Atmosphäre besser vermitteln. Dazu ist das Verfahren durch die Simultaneität effizienter. Doch sei der Fokus auf einzelne Instrument geringer. Die separaten Aufnahmen wählte die Band um im Prozess weiter an Songwriting, Klang und Performance arbeiten zu können sowie um die Freizeit der Mitglieder adäquat nutzen zu können. Es läge auch daran, dass es bei sechs Bandmitgliedern nicht einfach sei, für einen Zeitraum von zwei oder mehr Wochen gleichzeitig frei zu bekommen. Diese Zeit wäre Auftritten vorbehalten.

### Stilistische Einordnung
Die Musik von Esoteric ist seit den Anfängen der Gruppe vom Progressive- und Psychedelic-Rock der 1970er Jahre beeinflusster Funeral Doom, der als „Antithese zum immer schneller und vertrackter werdenden Technical Death Metal“ beurteilt wurde. Der gespielte, meist als Funeral Doom kategorisierte Stil vereint dabei Einflüsse aus Death Metal, Death Doom, Post-Industrial, Progressive- und Psychedelic-Rock. Als charakteristisch gelten neben dem Spiel von drei Gitarristen eine apokalyptische Atmosphäre, vielschichtige Kompositionen, lange Songaufbauten und Einschübe aus Noise und Death Metal. Frühe Veröffentlichungen griffen auf die Atmosphäre unterstützende Samples und Zitate zurück. So enthielt das Stück Bereft des Debütalbums eine zitierte Passage aus der satanischen Bibel. Das Element des Samplings und Zitierens ließ die Band nach der Veröffentlichung des zweiten Studioalbums aus. Damit schloss die Band auch mögliche Assoziationen mit konkreten Gruppen und Organisationen wie der Church of Satan aus.
Der Genre-Chronist und Musikjournalist Aleksey Evdokimov beschrieb das Frühwerk der Band als „grimmigen Funeral- und Death-Doom mit verträumt kosmischen Melodien, verwirrenden sowie außergewöhnlichen Effekten und Samples und schließlich Gregs verzerrtem Gesang.“ Spätere Veröffentlichungen der Gruppe nutzen mehr Melodien und Dynamik, verzichteten hingegen auf Samples und Textzizate.
Für die markante Verzerrung seiner Stimme nutzte Chandler eine Reihe unterschiedlicher Effektgeräte, wie Alesis QuadraVerb 2, Geräte von Lexicon und Eventide Audio. Um die Gesangs-Effekte zu konservieren, wendet er einen gewichtigen Teil der Planung des Gesangs darauf, die Effekte auf Effektpedale zu programmieren, um sie für die Studio- und Live-Nutzung zu erhalten.

### Inhalt

Das alchemistische Symbol für Roßschwefel, das auch in der satanischen Bibel von Anton Szandor LaVey abgebildet ist nutzte Esoteric als wiederkehrendes Symbol auf Tonträgern und Merchandising-Artikeln.

Als zentralen inhaltlichen Bezugspunkt von Esoteric führt Chandler die eigene Psyche und unterschiedliche Bewusstseinsebenen an. Musikalisch sowie lyrisch sei es immer das Ziel, aus den eigenen Inspirationen und Erfahrungen zu schöpfen, anstatt bewusst Ideen oder Einflüsse anderer auszudrücken. Kern der thematischen Ausrichtung Esoterics waren von Beginn ihrer Laufbahn an die als negativ wahrgenommene Emotionen „Schmerz, Angst und Hass“, deren Ausdruck in der Karriere von Esoteric stetig neue Formen annahm. Trotz des wiederkehrenden Themenfundus und einer zumindest kleinen Verknüpfung in den Stücken sei Esoteric keine Konzeptband und schreibe keine Konzeptalben mit geplant inhaltlicher Struktur. So können die Texte unterschiedliche Themen aufgreifen und gelegentlich fragmentiert erscheinen, da die Psyche, als Bezugspunkt nicht unbedingt linear funktioniere, führte Chandler aus. Wichtig sei ihm lediglich, „dass die Texte von innen kommen und echt sind“.
Die ersten Veröffentlichungen von Esoteric waren von einem tiefen Interesse an Okkultismus, Satanismus, Philosophie und Psychologie bei zeitgleicher Ablehnung der Gesellschaft geprägt. Sowohl Chandler als auch Bryan Beck befassten sich aus musikalischen und studentischen Bezügen mit den Themen Satanismus und Okkultismus. Als inspirierende Autoren führt Chandler, der damals Philosophie und Psychologie studierte, namentlich Anton LaVey, Aleister Crowley, Friedrich Nietzsche, David Hume und Carl Gustav Jung an. Dabei galten diese der Band als Inspirationen für individuelle Vorstellungen und Lebensführungen, ohne sich einer konkreten Weltanschauung oder Organisation zuzuordnen. Von besonderem Interesse erschien LaVeys Die Satanische Bibel, die als Aufbegehren gegen die damals in Großbritannien relativ stark vertretene und relevante Kirche galt. Spätere Veröffentlichungen führten den gegen eine institutionalisierte Religionsgemeinschaft rebellierenden Impetus nicht fort. Themen der Philosophie und Psychologie griff die Band weiterhin auf. Bezüge zu Satanismus und Okkultismus nahmen ab, während Themen wie psychedelische Drogenerfahrungen, Depression und allgemeine Misanthropie thematisiert wurden. Derweil sich die frühen Veröffentlichungen kritisch mit der Gesellschaft befassten und ein intellektuelles wie soziales Aufbegehren darstellten, konzentrierte sich Esoteric mit den Aufnahmen von Metamorphogenesis und The Maniacal Vale zunehmend auf Aspekte wie Introspektion und die Reflexion der eigenen Psyche. Die Texte würden „den Geisteszustand, vergangene und gegenwärtige Erfahrungen, Emotionen, Gedanken, Ansichten“ und ähnliche Bezugspunkte repräsentieren. Als besonders markant führt Chandler hierbei eine Textzeile des Stücks Circles an.

„Eyes that see too much, lose the will to see.“

„Augen, die zu viel sehen, verlieren den Willen zu sehen.“

## Musikalische Bedeutung
Die Band zählt zu den bedeutendsten Vertretern des Death- und Funeral-Doom. Ihr wird attestiert wie „[k]aum eine andere Funeral-Doom-Band […] den niederschmetternden Geist des Subgenres“ zu repräsentieren. Für die Datenbank des Webzines Doom-Metal.com wird Esoteric als „die vielleicht ultimative Doom-Metal-Band, die eine sehr kraftvolle Atmosphäre voller Apathie, Wahnsinn, Hass und Menschenekel erzeugt“, beschrieben. Dabei sei ihr Klang von jeher „einzigartig genug [gewesen], um die Entwicklung des Extreme Doom maßgeblich zu beeinflussen“.
So gilt die frühe Musik von Esoteric als Bindeglied zwischen dem Stil von Disembowelment und dem Klang und Tempo von Thergothon. Das Frühwerk wird als ein einflussreicher kreativer Höhepunkt des Funeral Doom beurteilt, der das Genre und dessen Interpreten zwingend beschäftigen musste. Kostas Panagiotou, selbst Musiker der Funeral-Doom-Bands Pantheist, Towards Atlantis Lights und Wijlen Wij, nannte die Band mit Skepticism und Unholy einen Teil einer „holy trinity of doom“, die die Interpreten und den Erfolg des Funeral- und Death-Doom maßgeblich beeinflusst habe. Auch weitere Rezensenten betonten die Relevanz der Gruppe für die Entwicklung und kreative Öffnung des Genres, so schrieb Justin Wittenmeier für Metal-Temple, dass Esoteric als erste Band das Konzept des Extrem Doom „aufgegriffen und erweitert“ habe, „indem sie zuvor ungehörte Elemente wie psychedelische Atmosphären, spacige Akkorde und Tonarten und hypnotische Töne hinzugefügt“ hatten. Olli Fröhlich vom Ox-Fanzine nannte die Band, „das Maß aller Dinge in der Funeral-Doom-Ecke“.
Mit der hybriden Position zwischen der Anerkennung als Pioniere und Eckpfeiler des Genres und der von Beginn an gegebenen Abgrenzung vom Genre-Stereotyp durch die gleichzeitige Verwendung aggressiver, psychedelischer und progressiver Elemente wird der Gruppe eine bedeutende und einflussreiche Ausnahmeposition zugesprochen. Aufbauend ist das Frühwerk der Band mit einem umfangreichen nachträglichen Kritikererfolg versehen. In Genre-Retrospektiven und -Listungen wird auf die Pionierleistung, Ausnahmeposition und Genredefinition Esoterics verwiesen. Ebenso werden die Veröffentlichungen als wesentlicher Bestandteil eines relevanten und qualitativen Teils des gesamten Doom-Metal-Spektrums beurteilt.

„There’s doom, there’s funeral doom, and then there’s Esoteric.“

„Es gibt Doom, es gibt Funeral Doom und dann gibt es Esoteric.“

So führt das Decibel das Album Epistemological Despondency auf Platz 50 der Liste The Top 100 Doom Metal Albums of all Times. Auf das gleiche Album verwies Dan Lawrence in seiner für den Online-Musikdienst Bandcamp verfassten Genredarstellung A Guide to the Glorious, Miserable World of Funeral Doom. Das Metal-Magazine Deaf Forever führte im Jahr 2014 das Album The Maniacal Vale in der Liste Die 50 besten Doom-Alben aller Zeiten auf dem 48. Platz. Insbesondere die Alben Epistemological Despondency und The Pernicious Enigma werden in Rezensionen als besonders bedeutsam für das Genre Funeral Doom und den Doom Metal insgesamt angeführt, derweil Rezensenten die Relevanz der Veröffentlichungen unterschiedlich gewichten oder gar die Diskografie insgesamt als bedeutend anführen. Charterfolge blieben, trotz des Kritikererfolges, aus.